# Тихая семья
«Ти́хая семья́́» (кор. 조용한 가족) — южнокорейская чёрная комедия 1998 года, первый полнометражный фильм режиссёра Кима Чжи Уна. Такаси Миикэ в 2001 году создал ремейк этого фильма под названием «Счастье семьи Катакури».

## Сюжет
Семья из шести человек содержит небольшой отель на окраине, в надежде на дальнейший доход от посещения туристов. После того, как их первый клиент совершает самоубийство, семья решает спрятать его тело, чтобы избежать огласки. Но ситуация повторяется — вновь прибывшие туристы необъяснимо погибают. Полиция начинает интересоваться загадочным домиком, в котором пропадают люди.

## В ролях
| Актёр        | Роль       |
| ------------ | ---------- |
| Пак Ин Хван  | отец       |
| На Мун Хи    | миссис Кан |
| Сон Кан Хо   | сын        |
| Чхве Мин Сик | дядя       |
| Го Хо Кён    | дочка      |
| Ли Юн Сон    | дочка      |

## Награды и номинации
- 1998 — Номинация на «Лучший фильм» на Международном кинофестивале в Каталонии[2].
- 1999 — Награда за «Лучший фантастический фильм» на Кинофестивале «Фанташпорту».
- 2000 — Награда «Лучшему режиссёру» и «Лучшему фильму» на Málaga International Week of Fantastic Cinema.